# Ivone Kirkpatrick
Ivone Kirkpatrick, född 3 februari 1897, död 25 maj 1964, var en brittisk diplomat.
Kirkpatrick inträdde på den diplomatiska banan 1919. Han var kontrollör för den brittiska radions europeiska utsändningar 1941–1944 och understatssekreterare i utrikesministeriet 1945–1948. Kirkpatrick blev 1949 chef för utrikesministeriets tyska avdelning och utnämndes i mars 1950 till brittisk överkommissarie i Tyskland efter general Brian Robertson.